# For the Punx
Albums de The Casualties
Underground Army
(1998)
For the Punx est le premier album du group de punk The Casualties, sorti en 1997.

## Liste des titres
La version originale, sortie en 1997 sur vinyle, contenait 12 pistes. La version CD, sortie trois ans plus tard, contient les mêmes versions plus quatre pistes live.
Version vinyle (1997)
- Face A :
  1. For the Punx (2:34)
  2. Ugly Bastards (1:44)
  3. City Life (2:26)
  4. Riot (1:51)
  5. Casualties (1:50)
  6. Who's Gonna Be... (2:29)
- Face B :
  1. Police Brutality (1:54)
  2. Punx & Skins (1:44)
  3. Destruction & Hate (1:56)
  4. Two Faced (1:51)
  5. Chaos Punx (2:08)
  6. Punk Rock Love (2:06)

Version CD (2000)
1. For the Punx (2:34)
2. Ugly Bastards (1:39)
3. City Life (2:25)
4. Riot (1:42)
5. Casualties (1:38)
6. Who's Gonna Be... (2:21)
7. Police Brutality (1:46)
8. Punx & Skins (1:34)
9. Destruction & Hate (1:51)
10. Two Faced (1:41)
11. Chaos Punx (2:07)
12. Punk Rock Love (1:48)
13. For The Punx (Live (2:27)
14. Ugly Bastards (Live) (1:37)
15. City Life (Live) (2:09)
16. Who's Gonna Be (Live (2:33)